# Haggerty Award
Haggerty Award – nagroda przyznawana corocznie najlepszemu koszykarzowi NCAA Division I, występującemu na uczelniach nowojorskich. Statuetka jest przyznawana przez National Invitation Tournament (NIT) oraz Met Basketball Writers Association (MBWA). Po raz pierwszy przyznano ją w 1936. 
Nagroda została przyznana zawodnikom z 15. uczelni dywizji I. St. John's University z  Queens posiada 27 nagród. 
Nagrody trzykrotnie uzyskiwali: Jim McMillian z Columbia University (1968–1970), Chris Mullin z St. John's (1983–1985) oraz Charles Jenkins z Hofstry (2009–2011). McMillian zdobył później mistrzostwo NBA z Los Angeles Lakers (1972); Mullin zdobył dwa złote medale olimpijskie (1984, 1992) oraz pięciokrotnie wystąpił w meczu gwiazd NBA, został też wybrany do Koszykarskiej Galerii Sław w 2011; Jenkins występował w NBA oraz Europie.

## Laureaci
| ^            | sezon, w którym nagroda była współdzielona przez dwóch zawodników |

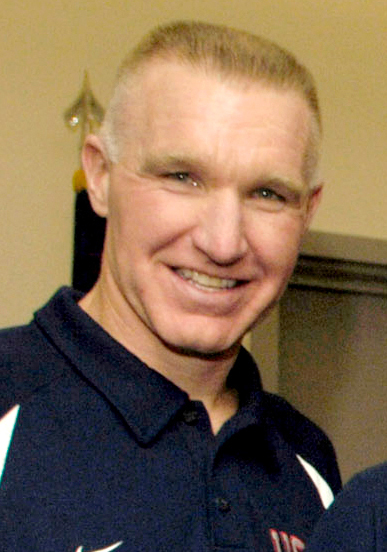
Chris Mullin z St. John University jest jednym z trzech zawodników, którzy zdobyli nagrodę trzykrotnie.

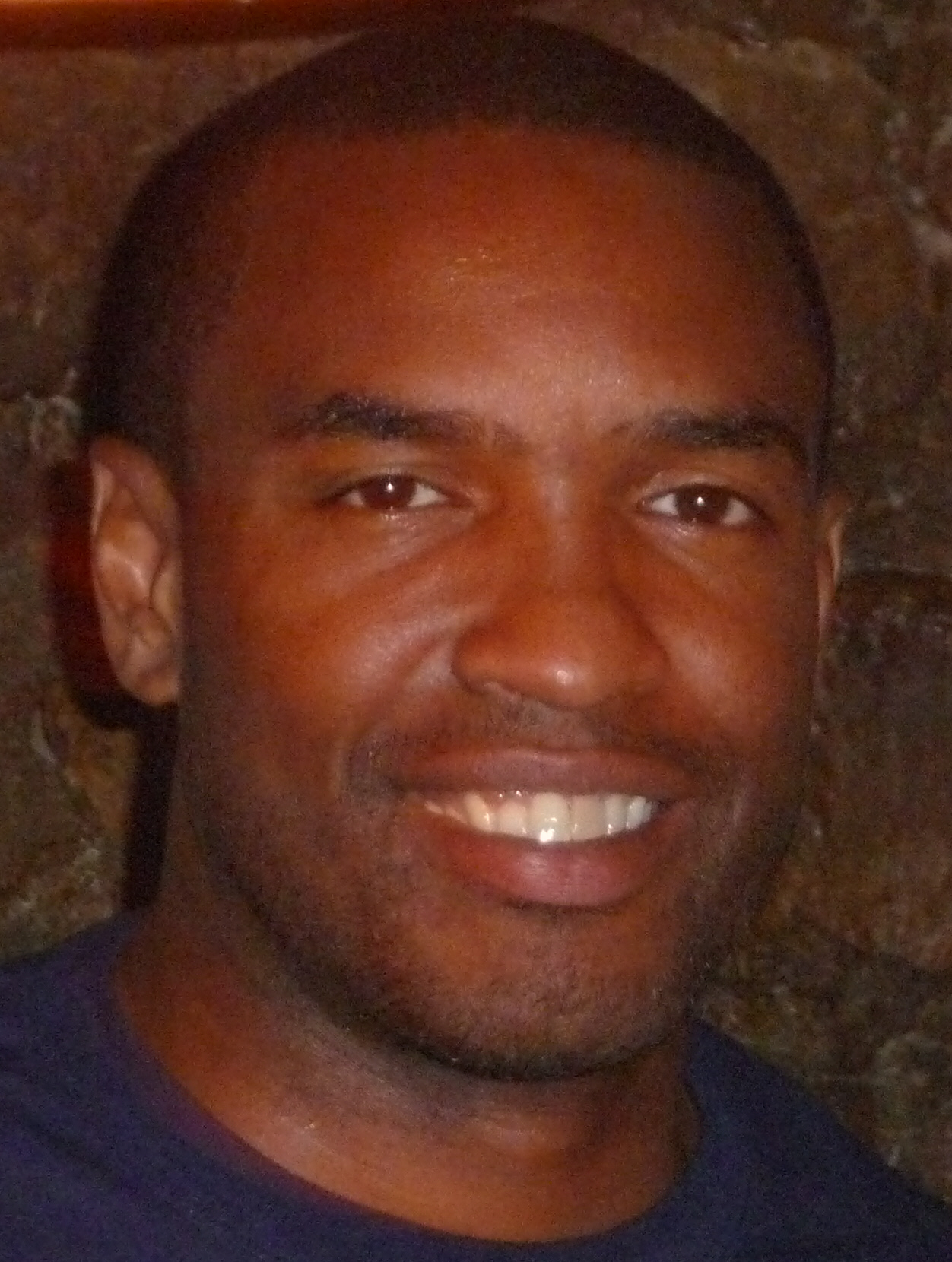
Terry Dehere został laureatem nagrody w 1993.

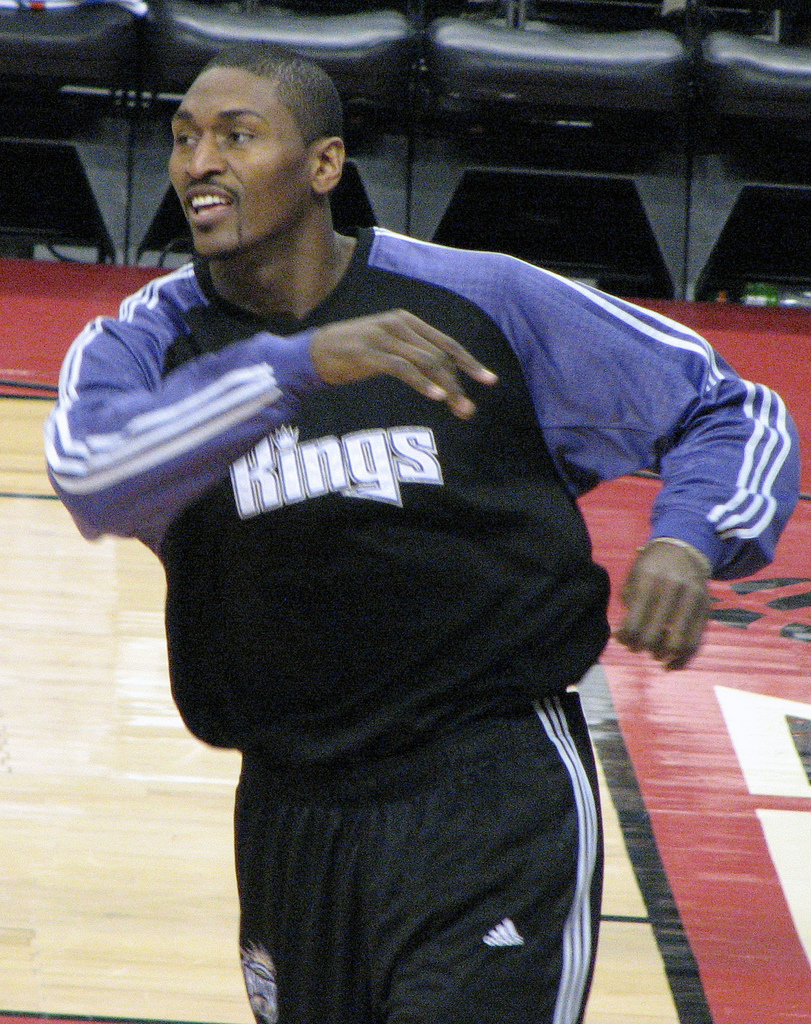
mistrz NBA Metta World Peace, znany jako Ron Artest, podczas kariery akademickiej, uzyskał nagrodę w 1999.

| *            | Nagrodzeni tytułem krajowego akademickiego koszykarza roku: - im. Naismitha - im. Woodena - według: - Helms Foundation (do 1979) - United Press International (1954–96) |
| Zawodnik (X) | Cyfra w nawiasie oznacza liczbę nagród, uzyskanych przez tego samego zawodnika                                                                                          |
| Freshman     | koszykarz I roku |
| Sophomore    | Koszykarz II roku |
| Junior       | koszykarz III roku |
| Senior       | Koszykarz IV roku |

| Sezon    | Zawodnik               | Uczelnia      | Pozycja                            | Status    | Przyp. |
| -------- | ---------------------- | ------------- | ---------------------------------- | --------- | ------ |
| 1935–36  | Jules Bender           | Long Island   | obrońca/skrzydłowy                 | Junior    |        |
| 1936–37  | Ben Kramer             | Long Island   | niski skrzydłowy                   | Senior    |        |
| 1937–38  | Bernie Fliegel         | CCNY          | środkowy                           | Senior    |        |
| 1938–39  | Irv Torgoff            | Long Island   | silny skrzydłowy                   | Senior    |        |
| 1939–40  | Ben Auerbach           | NYU           | niski skrzydłowy                   | Junior    |        |
| 1940–41  | Jack "Dutch" Garfinkel | St. John's    | rozgrywający                       | Senior    |        |
| 1941–42  | Jim White              | St. John's    | obrońca                            | Senior    |        |
| 1942–43  | Andrew "Fuzzy" Levane  | St. John's    | rzucający obrońca/niski skrzydłowy | Senior    |        |
| 1943–44  | Dick McGuire           | St. John's    | rozgrywający                       | Freshman  |        |
| 1944–45  | Bill Kotsores          | St. John's    | silny skrzydłowy                   | Senior    |        |
| 1945–46  | Sid Tanenbaum          | NYU           | rzucający obrońca                  | Junior    |        |
| 1946–47  | Sid Tanenbaum (2)      | NYU           | rzucający obrońca                  | Senior    |        |
| 1947–48  | Dolph Schayes          | NYU           | środkowy                           | Senior    |        |
| 1948–49  | Dick McGuire (2)       | St. John's    | rozgrywający                       | Senior    |        |
| 1949–50  | Sherman White          | Long Island   | silny skrzydłowy                   | Junior    |        |
| 1950–51  | John Azary             | Columbia      | rzucający obrońca                  | Senior    |        |
| 1951–52  | Ronnie MacGilvray      | St. John's    | rozgrywający                       | Senior    |        |
| 1952–53  | Walter Dukes           | Seton Hall    | środkowy                           | Senior    |        |
| 1953–54  | Ed Conlin              | Fordham       | silny skrzydłowy                   | Junior    |        |
| 1954–55  | Ed Conlin (2)          | Fordham       | silny skrzydłowy                   | Senior    |        |
| 1955–56  | Bill Thieben           | Hofstra       | silny skrzydłowy                   | Senior    |        |
| 1956–57  | Chet Forte*            | Columbia      | rozgrywający                       | Senior    |        |
| 1957–58  | Jim Cunningham         | Fordham       | rzucający obrońca                  | Senior    |        |
| 1958–59  | Al Seiden              | St. John's    | rozgrywający/rzucający obrońca     | Senior    |        |
| 1959–60  | Tom "Satch" Sanders    | NYU           | silny skrzydłowy                   | Senior    |        |
| 1960–61  | Tony Jackson           | St. John's    | niski skrzydłowy                   | Senior    |        |
| 1961–62  | LeRoy Ellis            | St. John's    | środkowy                           | Senior    |        |
| 1962–63  | Barry Kramer           | NYU           | silny skrzydłowy                   | Junior    |        |
| 1963–64  | Nick Werkman           | Seton Hall    | silny skrzydłowy                   | Senior    |        |
| 1964–65  | Warren Isaac           | Iona          | silny skrzydłowy                   | Senior    |        |
| 1965–66  | Albie Grant            | Long Island   | niski skrzydłowy                   | Senior    |        |
| 1966–67  | Lloyd "Sonny" Dove     | St. John's    | środkowy                           | Senior    |        |
| 1967–68  | Jim McMillian          | Columbia      | niski skrzydłowy                   | Sophomore |        |
| 1968–69  | Jim McMillian (2)      | Columbia      | niski skrzydłowy                   | Junior    |        |
| 1969–70  | Jim McMillian (3)      | Columbia      | niski skrzydłowy                   | Senior    |        |
| 1970–71  | Charlie Yelverton      | Fordham       | rzucający obrońca                  | Senior    |        |
| 1971–72^ | Richie Garner          | Manhattan     | rzucający obrońca                  | Senior    |        |
| 1971–72^ | Tom Sullivan           | Fordham       | środkowy                           | Senior    |        |
| 1972–73  | Billy Schaeffer        | St. John's    | silny skrzydłowy                   | Senior    |        |
| 1973–74  | Bill Campion           | Manhattan     | środkowy                           | Junior    |        |
| 1974–75  | Phil Sellers           | Rutgers       | rzucający obrońca                  | Junior    |        |
| 1975–76  | Phil Sellers (2)       | Rutgers       | rzucający obrońca                  | Senior    |        |
| 1976–77  | Rich Laurel            | Hofstra       | rzucający obrońca                  | Senior    |        |
| 1977–78  | George L. Johnson      | St. John's    | silny skrzydłowy                   | Senior    |        |
| 1978–79  | Nikos Galis            | Seton Hall    | rzucający obrońca                  | Senior    |        |
| 1979–80  | Jeff Ruland            | Iona          | środkowy                           | Junior    |        |
| 1980–81  | Gary Springer          | Iona          | silny skrzydłowy                   | Freshman  |        |
| 1981–82  | Dan Callandrillo       | Seton Hall    | rzucający obrońca                  | Senior    |        |
| 1982–83  | Chris Mullin           | St. John's    | niski skrzydłowy                   | Sophomore |        |
| 1983–84^ | Chris Mullin (2)       | St. John's    | niski skrzydłowy                   | Junior    |        |
| 1983–84^ | Steve Burtt            | Iona          | rzucający obrońca                  | Senior    |        |
| 1984–85  | Chris Mullin* (3)      | St. John's    | niski skrzydłowy                   | Senior    |        |
| 1985–86  | Walter Berry*          | St. John's    | silny skrzydłowy                   | Senior    |        |
| 1986–87^ | Mark Jackson           | St. John's    | rozgrywający                       | Senior    |        |
| 1986–87^ | Kevin Houston          | Army          | rozgrywający                       | Senior    |        |
| 1987–88  | Mark Bryant            | Seton Hall    | silny skrzydłowy                   | Senior    |        |
| 1988–89  | John Morton            | Seton Hall    | rozgrywający                       | Senior    |        |
| 1989–90  | Greg "Boo" Harvey      | St. John's    | rozgrywający                       | Senior    |        |
| 1990–91  | Malik Sealy            | St. John's    | niski skrzydłowy                   | Junior    |        |
| 1991–92  | Malik Sealy (2)        | St. John's    | niski skrzydłowy                   | Senior    |        |
| 1992–93  | Terry Dehere           | Seton Hall    | rzucający obrońca                  | Senior    |        |
| 1993–94^ | Artūras Karnišovas     | Seton Hall    | niski skrzydłowy                   | Senior    |        |
| 1993–94^ | Izett Buchanan         | Marist        | rzucający obrońca                  | Senior    |        |
| 1994–95  | Joe Griffin            | Long Island   | niski skrzydłowy                   | Senior    |        |
| 1995–96  | Adrian Griffin         | Seton Hall    | rzucający obrońca/niski skrzydłowy | Senior    |        |
| 1996–97  | Charles Jones          | Long Island   | rozgrywający                       | Junior    |        |
| 1997–98  | Felipe López           | St. John's    | rzucający obrońca                  | Senior    |        |
| 1998–99  | Ron Artest             | St. John's    | niski skrzydłowy                   | Sophomore |        |
| 1999–00  | Craig "Speedy" Claxton | Hofstra       | rozgrywający                       | Senior    |        |
| 2000–01  | Norman Richardson      | Hofstra       | rzucający obrońca/niski skrzydłowy | Senior    |        |
| 2001–02  | Marcus Hatten          | St. John's    | rozgrywający                       | Junior    |        |
| 2002–03  | Luis Flores            | Manhattan     | rozgrywający                       | Junior    |        |
| 2003–04  | Luis Flores (2)        | Manhattan     | rozgrywający                       | Senior    |        |
| 2004–05  | Keydren Clark          | Saint Peter's | rozgrywający                       | Junior    |        |
| 2005–06  | Quincy Douby           | Rutgers       | rzucający obrońca                  | Junior    |        |
| 2006–07  | Jared Jordan           | Marist        | rozgrywający                       | Senior    |        |
| 2007–08  | Jason Thompson         | Rider         | środkowy                           | Senior    |        |
| 2008–09  | Charles Jenkins        | Hofstra       | rzucający obrońca                  | Sophomore | [ 1 ]  |
| 2009–10  | Charles Jenkins (2)    | Hofstra       | rzucający obrońca                  | Junior    | [ 2 ]  |
| 2010–11  | Charles Jenkins (3)    | Hofstra       | rzucający obrońca                  | Senior    | [ 3 ]  |
| 2011–12  | Scott Machado          | Iona          | rozgrywający                       | Senior    | [ 4 ]  |
| 2012–13  | Lamont Jones           | Iona          | rozgrywający                       | Senior    | [ 5 ]  |
| 2013–14  | D'Angelo Harrison      | St. John's    | rzucający obrońca                  | Junior    | [ 6 ]  |
| 2014–15  | Sir'Dominic Pointer    | St. John's    | niski skrzydłowy                   | Senior    | [ 7 ]  |
| 2015–16  | Isaiah Whitehead       | Seton Hall    | rzucający obrońca                  | Sophomore | [ 8 ]  |
| 2016–17  | Ángel Delgado          | Seton Hall    | środkowy                           | Junior    | [ 9 ]  |
| 2017–18  | Shamorie Ponds         | St. John's    | rozgrywający                       | Sophomore | [ 10 ] |
| 2018–19  | Myles Powell           | Seton Hall    | rzucający obrońca                  | Junior    | [ 11 ] |
| 2019–20  | Myles Powell (2)       | Seton Hall    | rzucający obrońca                  | Senior    |        |
| 2020–21  | Sandro Mamukelaszwili  | Seton Hall    | środkowy                           | Senior    | [ 12 ] |

## Laureaci według uczelni
| Uczelnia      | Zwycięzcy | Lata |
| ------------- | --------- | --- |
| St. John's    | 27        | 1941, 1942, 1943, 1944, 1945, 1949, 1952, 1959, 1961, 1962, 1967, 1973, 1978, 1983, 1984^, 1985, 1986, 1987^, 1990, 1991, 1992, 1998, 1999, 2002, 2014, 2015, 2018 |
| Seton Hall    | 11        | 1953, 1964, 1979, 1982, 1988, 1989, 1993, 1994^, 1996, 2016, 2017, 2019, 2020                                                                                      |
| Hofstra       | 7         | 1956, 1977, 2000, 2001, 2009, 2010, 2011 |
| LIU Brooklyn  | 7         | 1936, 1937, 1939, 1950, 1966, 1995, 1997 |
| Iona          | 6         | 1965, 1980, 1981, 1984^, 2012, 2013 |
| NYU           | 6         | 1940, 1946, 1947, 1948, 1960, 1963 |
| Columbia      | 5         | 1951, 1957, 1968, 1969, 1970 |
| Fordham       | 5         | 1954, 1955, 1958, 1971, 1972^ |
| Manhattan     | 4         | 1972^, 1974, 2003, 2004 |
| Rutgers       | 3         | 1975, 1976, 2006 |
| Marist        | 2         | 1994^, 2007 |
| Army          | 1         | 1987^ |
| CCNY          | 1         | 1938 |
| Rider         | 1         | 2008 |
| Saint Peter's | 1         | 2005 |